# Holy Brother Cycling Team/Saison 2015
Dieser Artikel listet Erfolge und Fahrer des Radsportteams Holy Brother in der Saison 2015 auf.

## Abgänge – Zugänge
| Zugänge                      | Team 2014               | Abgänge    | Team 2015 |
| ---------------------------- | ----------------------- | ---------- | --------- |
| Zong Gaoyong (ab 1. Oktober) |                         | Ma Ben     | Unbekannt |
| Qiu Hao                      |                         | Wei Baoxin | Unbekannt |
| Chen Libin                   | China 361° Cycling Team | Li Chao    | Unbekannt |
| Liu Fulong (ab 1. Oktober)   |                         | Xu Junheng | Unbekannt |

## Mannschaft
| Name          | Geburtstag        | Nationalität        |
| ------------- | ----------------- | ------------------- |
| Chen Libin    | 7. Oktober 1986   | Volksrepublik China |
| Liu Fulong    | 2. Januar 1993    | Volksrepublik China |
| Man Jianren   | 20. November 1988 | Volksrepublik China |
| Qiu Hao       | 6. Oktober 1996   | Volksrepublik China |
| Wang Fengnian | 16. Juni 1992     | Volksrepublik China |
| Wang Xiaohang | 20. Juni 1992     | Volksrepublik China |
| Xu Yulong     | 14. April 1990    | Volksrepublik China |
| Yue Hao       | 26. November 1992 | Volksrepublik China |
| Zhao Yiming   | 17. November 1992 | Volksrepublik China |
| Zong Gaoyong  | ???               | Volksrepublik China |